# Società Sportiva Chieti Calcio 2010-2011
Questa pagina raccoglie le informazioni riguardanti la Società Sportiva Chieti Calcio nelle competizioni ufficiali della stagione 2010-2011.

## Rosa
| N. |                      | Ruolo | Calciatore                 |
| -- | -------------------- | ----- | -------------------------- |
|    | Italia (bandiera)    | C     | Stefano Amadio             |
|    | Italia (bandiera)    | A     | Riccardo Berardino         |
|    | Italia (bandiera)    | P     | Marino Bifulco             |
|    | Italia (bandiera)    | C     | Umberto Bigioni            |
|    | Italia (bandiera)    | D     | Marco Bigoni               |
|    | Argentina (bandiera) | C     | Emiliano Daniel Buttazzoni |
|    | Italia (bandiera)    | C     | Michael Cardinali          |
|    | Italia (bandiera)    | A     | Davide D'Ancona            |
|    | Italia (bandiera)    | C     | Antonio De Matteis         |
|    | Italia (bandiera)    | C     | Claudio Esposito           |
|    | Italia (bandiera)    | C     | Mimmo Esposito             |
|    | Italia (bandiera)    | D     | Francesco Ferretti         |

| N. |                    | Ruolo | Calciatore           |
| -- | ------------------ | ----- | -------------------- |
|    | Italia (bandiera)  | C     | Nicola Fiore         |
|    | Italia (bandiera)  | D     | Giammaria Gialloreto |
|    | Italia (bandiera)  | A     | Simone Miani         |
|    | Italia (bandiera)  | D     | Tiziano Mucciante    |
|    | Italia (bandiera)  | C     | Carmine Muro         |
|    | Italia (bandiera)  | D     | Alfonso Pepe         |
|    | Italia (bandiera)  | A     | Alessio Rosa         |
|    | Uruguay (bandiera) | A     | Jonathan Sabbatini   |
|    | Italia (bandiera)  | C     | Luca Safon Cavedo    |
|    | Italia (bandiera)  | D     | Antonio Serpico      |
|    | Italia (bandiera)  | C     | Fernando Vitone      |